# Station Husum (Denemarken)
Husum Station is een S-togstation op de Frederikssundbanen, en maakt deel uit van het Kopenhaagse voorstadsnetwerk, de S-tog.
Het station opende in 1880, kort nadat de spoorlijn naar Frederikssund werd geopend.
S-tog begon haar diensten pas op 15 mei 1949.

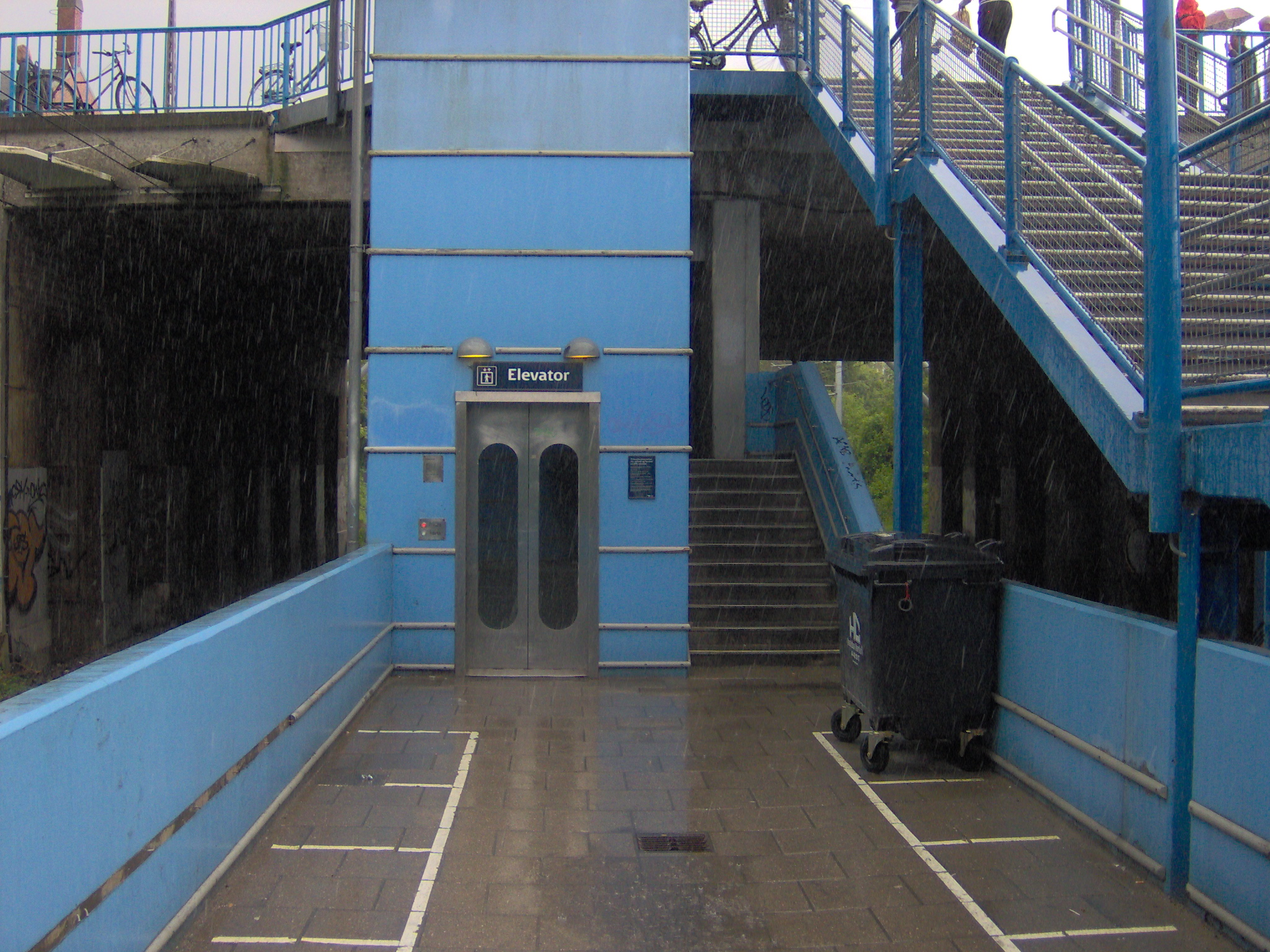
Lift en trappen op Station Husum
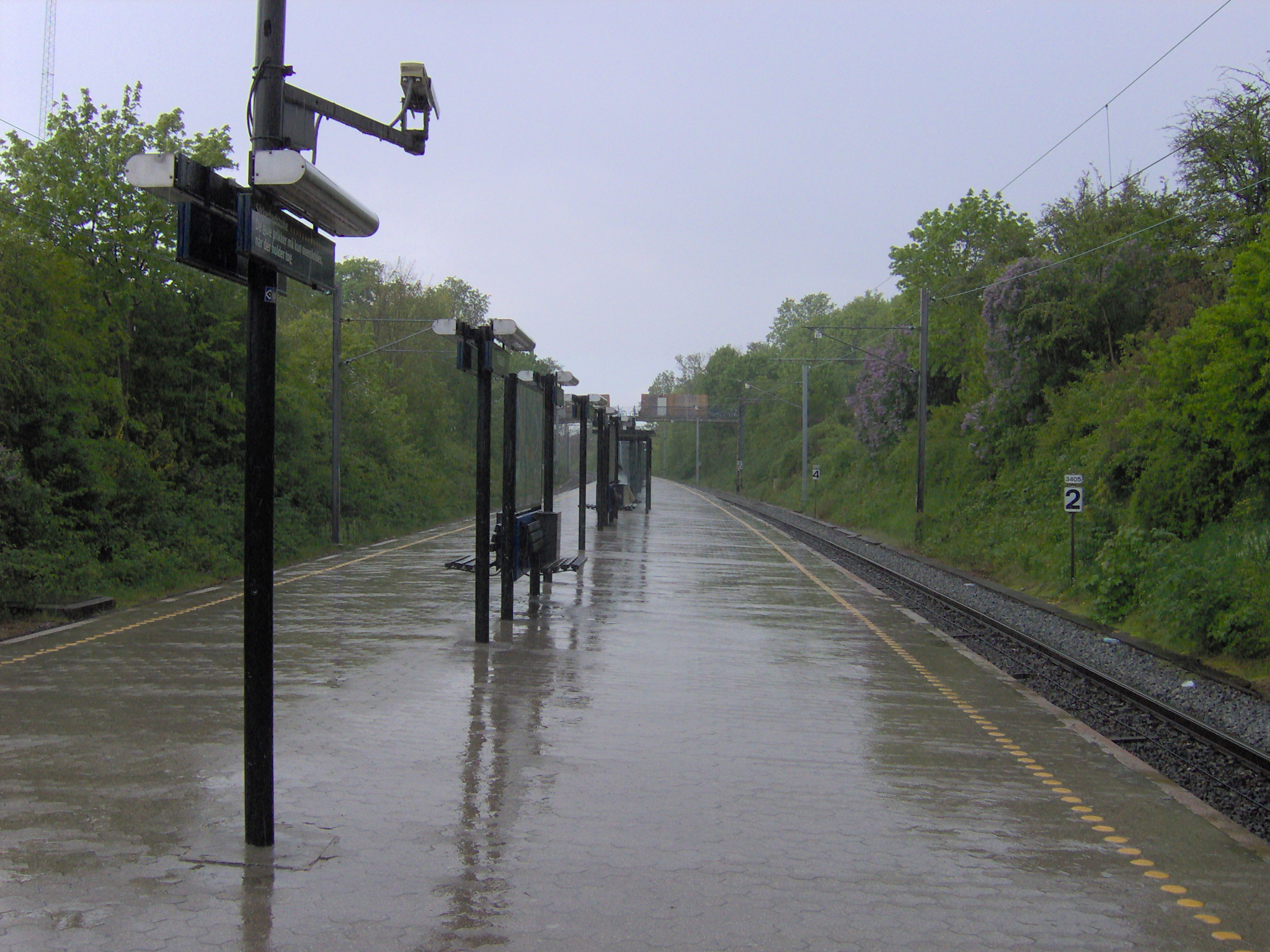
Perron van Station Husum
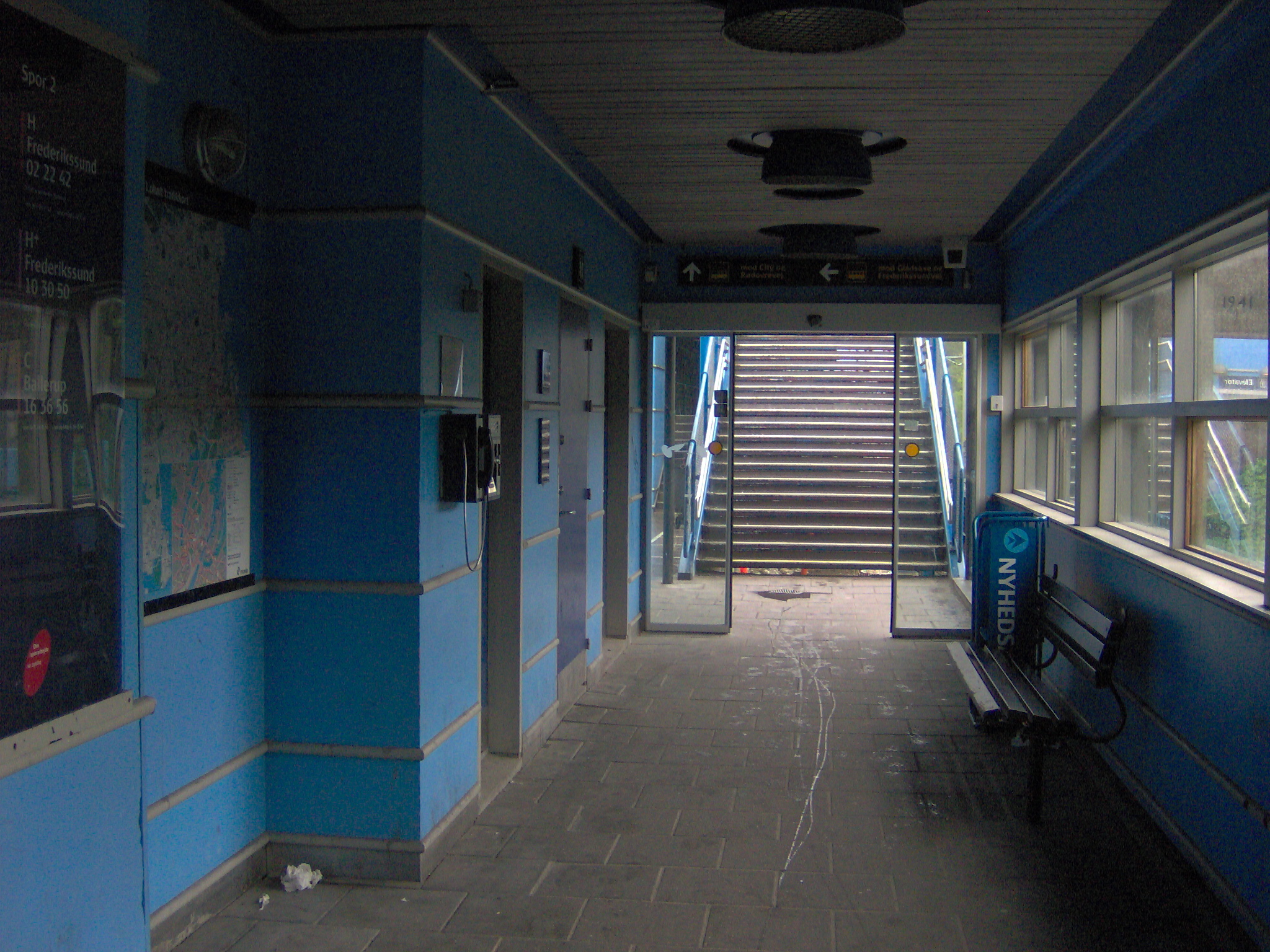
Wachtruimte op station Husum

Frederikssund · Vinge · Ølstykke · Egedal · Stenløse · Veksø · Kildedal · Måløv · Ballerup · Malmparken · Skovlunde · Herlev · Husum · Islev · Jyllingevej · Vanløse · Flintholm · Valby · Carlsberg · Dybbølsbro · København H · Vesterport · Nørreport · Østerport · Nordhavn · Svanemøllen · Hellerup · Charlottenlund · Ordrup · Klampenborg
Frederikssund · Ølstykke · Egedal · Stenløse · Veksø · Måløv · Ballerup · Malmparken · Herlev · Vanløse · Flintholm · Peter Bangs Vej · Langgade ·  Valby · Carlsberg · Dybbølsbro · København H · Vesterport · Nørreport · Østerport